# Grămești
Grămești es una comuna ubicada en el distrito de Suceava, Rumania.

## Superficie
Posee una superficie de 37,27 kilómetros cuadrados.

## Demografía
Hasta 2021 la población era de 2756 habitantes, con una densidad de población de 73,95 habitantes por kilómetro cuadrado.